# O Sangue dos Outros

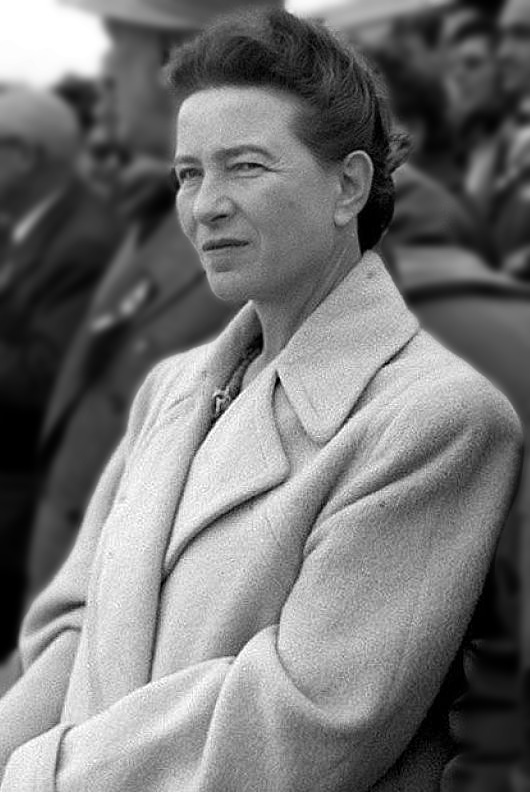
Autora: Simone Beauvoir

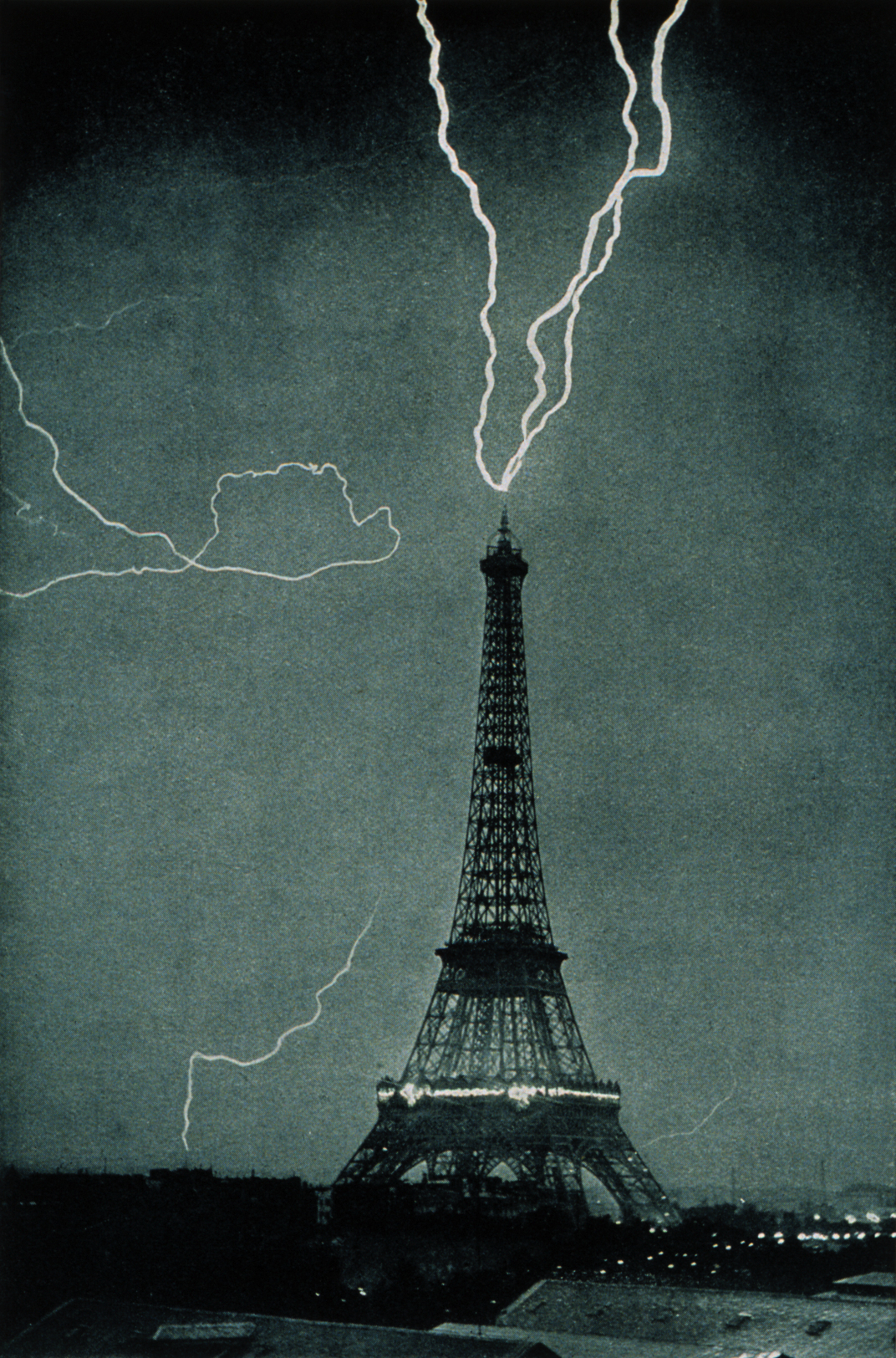
Torre Eifell - livro narrado na cidade de Paris

O Sangue dos Outros (em francês:  Le Sang des autres) é uma obra de romance do ano de 1945 da existencialista francesa Simone de Beauvoir que trata-se da vida de diversos personagens da cidade Paris, os quais estão vivendo no contexto de antes e posteriormente Segunda Guerra Mundial. Assim, o romance aborda temas de liberdade e responsabilidade.

## Resumo do enredo
Na França ocupada pelos alemães, Jean Blomart está sentado ao lado da cama onde sua amante Hélène está morrendo. Por meio de uma série de lembranças do passado, é possível aprendemos características sobre os dois personagens e a construção de seu relacionamento.  Quando jovem, cheio de culpa por sua vida privilegiada de classe média, Jean se junta ao Partido Comunista e se afasta de sua família, determinado a seguir seu próprio caminho na vida. Após a morte de um amigo em um protesto político, pela qual se sente culpado, Jean deixa o Partido e começa foca em apenas nas relações de  atividades sindicais. Contudo, a jovem Hélène é uma  designer que trabalha na confeitaria de sua família e está insatisfeita com seu romance convencional com seu noivo Paul. Ela têm planos de conhecer Jean e, apesar de inicialmente ser rejeita, eles acabam iniciando um relacionamento depois que ela fez um aborto após uma ligação imprudente com outro homem. Cuidando de sua felicidade, Jean diz a Hélène que a ama, embora ela acredite que não.
Quando a França entra na Segunda Guerra Mundial, Jean, reconhecendo a necessidade de conflitos violentos para efetuar mudanças, torna-se um soldado. Hélène, contra vontade de Jean, providencia um alojamento seguro para ele. Irritado com ela, Jean rompe o relacionamento. Enquanto as forças alemãs avançam em direção a Paris, Hélène foge e testemunha o sofrimento de outros refugiados. De volta a Paris, ela se encontra brevemente com um alemão que poderia impulsionar sua carreira, mas logo percebe o que seus compatriotas estão sofrendo. Ela também testemunha a captura de judeus. Garantir a segurança de sua amiga judia Yvonne leva Hélène de volta a Jean, que se tornou líder de um grupo de Resistência. Ela se sente motivada a se juntar ao grupo. Jean se reconectou com seu pai com o objetivo comum de libertar a França da Alemanha. Sua mãe, no entanto, está menos impressionada com as vidas perdidas para a Resistência. Hélène é baleada em uma atividade de resistência e, durante a vigília noturna de Jean ao lado dela, ele examina seu amor por Hélène e as consequências mais amplas de suas ações. Ao amanhecer, Hélène morre e Jean decide continuar com os atos de resistência.

## Temas principais
O tema principal de O Sangue dos Outros é a relação entre o indivíduo livre e 'o mundo historicamente desenvolvido de fatos brutos e outros homens e mulheres'. Ou, como diz um dos biógrafos de Beauvoir, sua 'intenção era expressar o paradoxo da liberdade experimentada por um indivíduo e as maneiras pelas quais os outros, percebidos pelo indivíduo como objetos, eram afetados por suas ações e decisões'.
Outro tema do romance, embora não alheio ao primeiro, é "a questão da resistência versus colaboração". Beauvoir parece estar dizendo que não resistir ativamente à ocupação alemã é, na verdade, aceitá-la. Isso, argumenta David E. Cooper, é uma ilustração de uma visão existencialista da natureza da liberdade, segundo a qual um indivíduo é tão responsável por não recusar algo quanto por escolhê-lo. Qualquer distinção entre escolher e não recusar é eliminada.

## Filme
- O Sangue dos Outros (1984) é um filme dirigido por Claude Chabrol, estrelado por Jodie Foster. A obra trata-se de uma adaptação do livro da autora Simone de Beauvoir.